# Vicente Almandos Almonacid (hijo)
Vicente Almandos Almonacid (Anguinán, La Rioja, Argentina, 24 de diciembre de 1882-Buenos Aires, Argentina, 16 de diciembre de 1953) fue un ingeniero, diplomático y aviador argentino que participó en la Primera Guerra Mundial como piloto de la Fuerza Aérea Francesa. Fue cofundador y gerente técnico de la compañía aérea Aeroposta Argentina, filial de la francesa Aéropostale y precursora de Aerolíneas Argentinas. Fue la primera persona en cruzar los Andes por aire de noche y artífice de la mayor parte de las rutas aéreas de Aeroposta. Como diplomático, presidió el consulado argentino de Boulogne-sur-Mer desde 1938 hasta 1945.  
En reconocimiento a sus logros, en Francia le fueron otorgadas múltiples distinciones, entre las que se destacan la Legión de Honor y la Medalla Militar; mientras que en Argentina el Aeropuerto de La Rioja fue bautizado en su honor.

## Biografía

### Primeros años
Nació en la localidad de San Miguel de Anguinán, ubicada en La Rioja próxima a la ciudad de Chilecito, el 24 de diciembre de 1882. Su padre, Vicente Almandos Almonacid, era un empresario ganadero y minero en Famatina que ocupó el cargo de Gobernador de La Rioja entre 1877 y 1880. Su madre, Esmeralda Castro Barros, provenía, al igual que su marido, de una familia de tradición unitaria. Su abuelo paterno fue el coronel Lino Almandos, que luchó contra Chacho Peñaloza y Felipe Varela en el contexto de las Guerras civiles argentinas.
El negocio familiar prosperó hasta que la crisis financiera que se desató en 1890 perjudicó severamente la actividad minera y llevó al negocio familiar a la quiebra. Su padre falleció al año siguiente. Estos dos episodios motivaron a su madre a trasladarse junto a su hijo de seis años de edad a Buenos Aires, en busca de mejores condiciones. En la capital argentina, Vicente cursó sus estudios en el Colegio Nacional. Ingresó a la Facultad de Ciencias Exactas y Naturales de la Universidad de Buenos Aires, en la carrera de ingeniería.

### Formación como piloto y Primera Guerra Mundial
Finalizados sus estudios universitarios y motivado por la fe colectiva del avance científico en su país en el contexto del Centenario Argentino y la Belle Époque, diseñó y emprendió la construcción de un pequeño aeroplano que llamó «aeromóvil». Ante la imposibilidad de desarrollar su proyecto en Argentina y con el objetivo de convertirse en piloto y aumentar su formación respecto a la ingeniería, optó por trasladarse a París a fines de 1912, donde unos años antes se había fundado la primera escuela de aviación del mundo. En la capital francesa, tuvo la oportunidad de intercambiar opiniones con Gustave Eiffel, principal responsable de la construcción de la Torre Eiffel y de la estructura interna de la Estatua de la Libertad.
Almonacid sólo sabía operar con aeroplanos sencillos. Es por ello que luego de una breve estadía en la capital, decidió acudir al Aeródromo de Farman, ubicado cerca de Versalles, para instituirse como piloto profesional. Inicialmente, le fue difícil entender a sus profesores por desconocer el idioma, pero gradualmente fue mejorando. En 1914, el Aeroclub de Francia le otorgó un diploma que contaba con el aval del gobierno francés.

## Obras
Almonacid produjo también las siguientes piezas escritas:
- Nuevo sistema de vuelo mecánico.
- Estrofas, libro de poemas publicado por Vicente Almandos Almonacid en 1934.Estrofas, 1934.